# Olszowiec-Kolonia (województwo łódzkie)
Olszowiec-Kolonia – kolonia w Polsce położona w województwie łódzkim, w powiecie opoczyńskim, w gminie Sławno.
W latach 1975–1998 miejscowość należała administracyjnie do województwa piotrkowskiego.